# 范镇 (泰安市)
范镇为泰安市1985年初设时16镇之一，位于山口附近。

## 区划
建国初期，作为合作社之一归属泰安专区管辖。
后成立乡，第一个时期为1928年夏划10个区后，地方改为乡镇直到1958年3月；第二个时期是1984年3月至1985年5月。
范镇办事处位于范镇大沟头乡埠东乡张梭村乡。 
范镇下辖以下地区：
范东村、唐北单村、北单村、田庄村、谷庄村、东岔河村、倪庄村、杨梭村、东张村、张梭村、谢台头村、戚台头村、王台头村、施庄村、崔官庄村、江庄村、孟庄村、大沟头村、大王村、临溪村、付庄村、吴庄村、前杨庄村、后杨村、店子村、马庄村、籽粒村、大辛村、东辛村、于官庄村、刘寨子村、贾寨子村、张寨子村、郑寨子村、兴隆村、上埠东村、孙埠东村、刘埠东村、范西村、乡镇企业城社区、汶河管理局生活区和范镇农场生活区。

## 交通
途径辛泰铁路，设车站范镇站。

## 产业
范镇种植的高桩包头大白菜单株重7～10公斤，亩产7000公斤左右，闻名省内外，并曾多次进京参加农业展览。每年销往全国各地上亿斤。

## 特色
范镇的驴油火烧以及油酥火烧在山东省内十分有名。许多商户出售都打着范镇火烧的旗号。